# Irinjalakuda
Irinjalakuda es una ciudad y  municipio situada en el distrito de Thrissur en el estado de Kerala (India). Su población es de 28741 habitantes (2011). Se encuentra a 24 km de Thrissur y a 49 km de Cochín.

## Demografía
Según el censo de 2011 la población de Irinjalakuda era de 28741 habitantes, de los cuales 13425 eran hombres y 15316 eran mujeres. Irinjalakuda tiene una tasa media de alfabetización del 97,77%, superior a la media estatal del 94%: la alfabetización masculina es del 98,43%, y la alfabetización femenina del 97,20%.